# Lycoming O-350
Der Lycoming O-350 ist ein Kolbenflugmotor des US-amerikanischen Herstellers Lycoming. Es handelt sich um einen luftgekühlten 4-Takt-Boxermotor mit sechs Zylindern. Die Bohrung beträgt 111,1 mm und der Hub 98,4 mm. Somit ergibt sich ein Hubraum von 5724 cm³ (350 cubic inches). Das Triebwerk wurde 1941 zugelassen und leistet 110 kW (150 PS) bei 2500 min−1. 
Im Gegensatz zu dem etwa zur selben Zeit herausgebrachten Vierzylindertriebwerk Lycoming O-235, das nach dem Baukastenprinzip Zylinder gleicher Größe (Bohrung und Hub) verwendete und ein Welterfolg wurde, konnte der O-350 nicht verkauft werden. Die Zulassung lief deswegen am 5. November 1945 aus.